# 30405 Yunakwon
30405 Yunakwon este o planetă minoră (asteroid) din centura de asteroizi. A fost descoperită pe 23 mai 2000 la Stația Anderson Mesa de Lowell Observatory Near-Earth-Object Search. 
Obiectul prezintă o orbită caracterizată de o semiaxă mare de 2,1695772 UAi, o excentricitate de 0,01, o înclinație de 4,16216 ° în raport cu ecliptica.